# Клан Дэвидсон

Герб вождей клана Дэвидсон

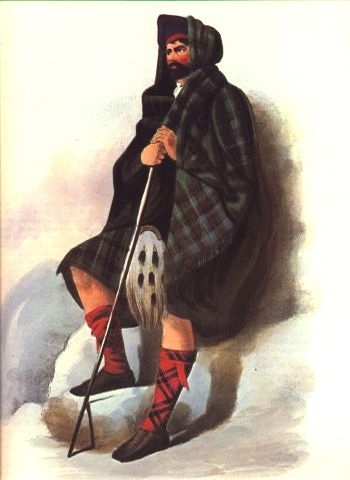
Член клана Дэвидсон в традиционной одежде, рисунок художника Маклана, 1845 год

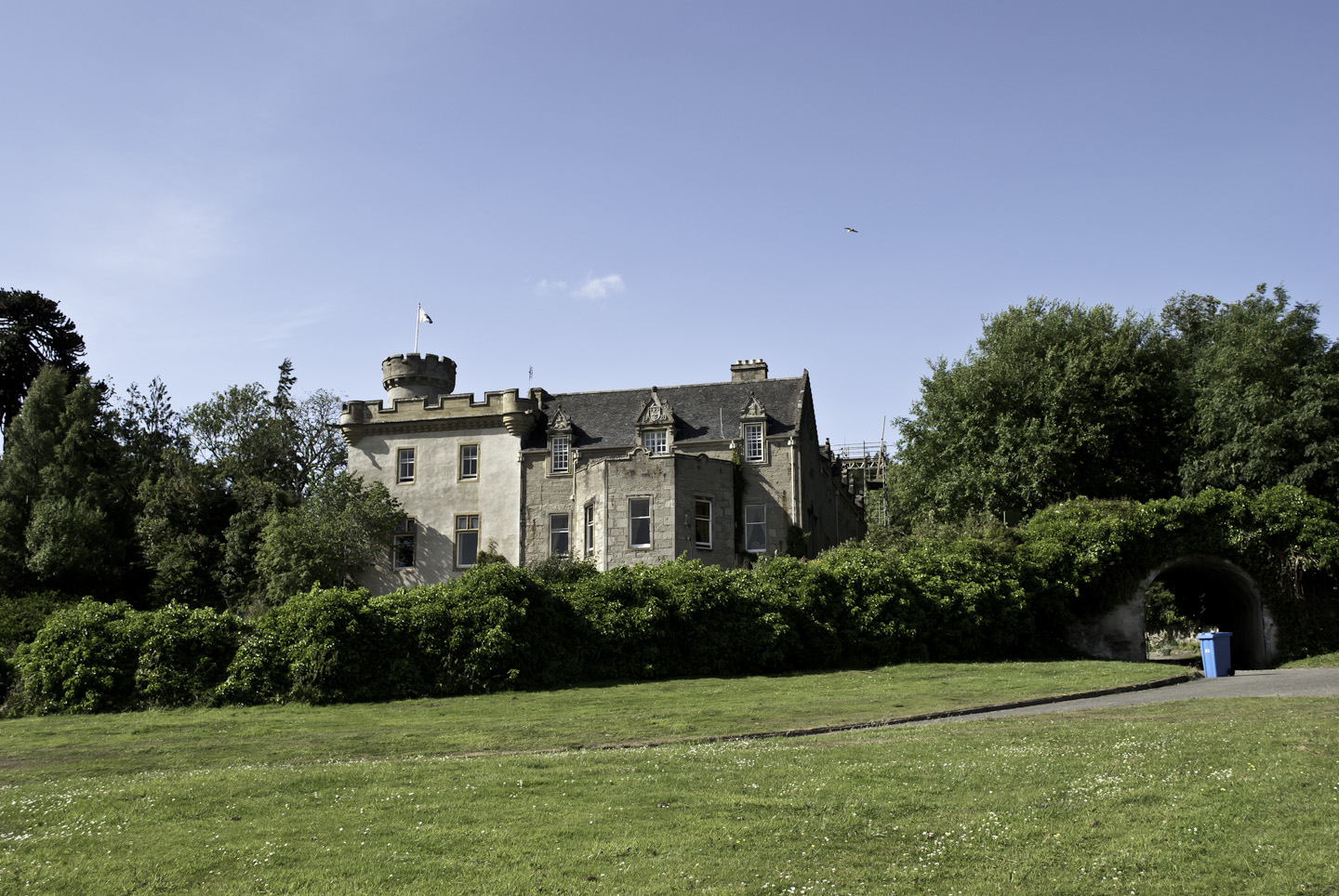
Замок Туллох, историческая резиденция вождей клана Дэвидсон

Клан Дэвидсон (шотл. — Clan Davidson) — горный шотландский клан. Входит в конфедерацию кланов Чаттан (Хаттан).

## История клана Дэвидсон

### Происхождение клана Дэвидсон
Есть несколько версий происхождения клана Дэвидсон. По словам шотландского адвоката и историка Уильяма Скина, клан Дэвидсон был соучредителем (вместе с кланом Макферсон) древней конфедерации горных шотландских кланов Хаттан. Согласно сообщениям Уильяма Скина, клан Дэвидсон происходит от Гиллекаттана Великого (Мора) (гэльск. — Gilliecattan Mhor) — вождя клана Хаттан, жившего в XI—XII веке.
По данным сэра Энея МакФерсона, Джона Берка и Уильяма Андерсона, клан Дэвидсон происходит от младшего сына Муриаха (шотл. — Muriach). Муриах или Мердок был священником в Кингуссе (шотл. — Kingussie) и стал вождем клана Хаттан после смерти своего брата. Он получил благословение от отца в 1173 году и женился на дочери тана Кодор (шотл. — Thane Cawdor). От этого брака родилось 5 сыновей. Самый младший — Дэвид Доу (Дэвид Черный). Джон Берк пишет, что это был 5-й сын, Андерсон сообщает, что он был 4-м сыном. Именно от него и происходит клан Дэвидсон.
Согласно рукописи Кинрара (шотл. — Kinrara) клан Дэвидсон происходит от Дэвида Темного (шотл. — David Dubh) из клана Комин. Первым вождем клана был Дэвид, сын Слане Макинтоша, дочери шестого вождя клана Макинтош, который был вождем конфедерации кланов Хаттан. Отцом Дэвида был Дональд, третий сын Роберта Комина, который был внуком Джона III Комина, лорда Баденоха (ок. 1269—1306), вождя клана Комин. Дэвид и его потомки стали известны как вожди клана Дэй (шотл. — Dhai) с 1320 года.

### Клан Дэвидсон в XIV—XV веках
Летописи сообщают, что клан Дэй или Дэвидсон принимали участие в битве под Инвернаховоном (шотл. — Invernahavon) в 1370 году. Тогда война шла между конфедерацией кланов Хаттен и кланом Камерон. Между кланом Дэвидсон и другими кланами конфедерации, в частности кланом Макферсон, начались споры — кто будет командовать правым крылом войска в битве. Клан Макинтош, который был в то время лидером в конфедерации Хаттан, поддержал клан Дэвидсон, в результате Макферсоны покинули поле битвы. В результате этого клан Камерон воспользовался преимуществом, а клан Дэвидсон был почти полностью уничтожен. Но увидев это, Макферсоны вернулись на поле битвы и разгромили клан Камерон.
В 1396 году состоялась битва в Норт-Инч — снова шла война между кланом Камерон и конфедерацией кланов Хаттан, войска которой включали кланы Дэвидсон и Макферсон. После битвы вождь клана Дэвидсон отправился на север — отсюда и пошли Дэвидсоны из Кантрая и Туллоха. Сэр Роберт Дэвидсон возглавил отряд в битве при Харлоу в 1411 году, где он был убит. Роберт Дэвидсон был другом и союзником Александра Стюарта, графа Мара (1375—1435), сына Александра Стюарта, графа Бьюкена (Волка Бьюкена).

### Клан Дэвидсон в XV—XVIII веках
В XV—XVIII веках клан Дэвидсон владел землями от Эра на юге до Абердина на севере. Первые Дэвидсоны, которые упоминались в Кромарти, были Дональд Дэвидсон и Александр Дэвидсон — они были записаны в «совете» Кромарти в июле 1670 года. Другой Дэвидсон — Александр Дэвидсон, также известный как клер Дэвидсон, был клерком в городе Фортрос. Он женился на Элизабет Бремер в ноябре 1689 года. От него происходят вожди клана, что владели замком Туллох — центром клана.
В XVIII веке многие из людей клана Дэвидсон вместе с другими людьми из конфедерации кланов Хаттен были осуждены как якобиты и отправлены в изгнание в Северную Америку.

## Война за независимость США
Многие из шотландских изгнанников из клана Дэвидсон поселился в горах Северной Каролины. Они приняли активное участие в войне за независимость США. Английские войска называли эти районы, которые контролировали Дэвидсоны, «осиным гнездом мятежников». Среди известных предводителей борцов за независимость США был генерал Уильям Ли Дэвидсон (1746—1781), генерал милиции штата Северная Каролина во время американской войны за независимость, который был убит в битве при Коуэн-Форд

.

### Реликвии клана Дэвидсон

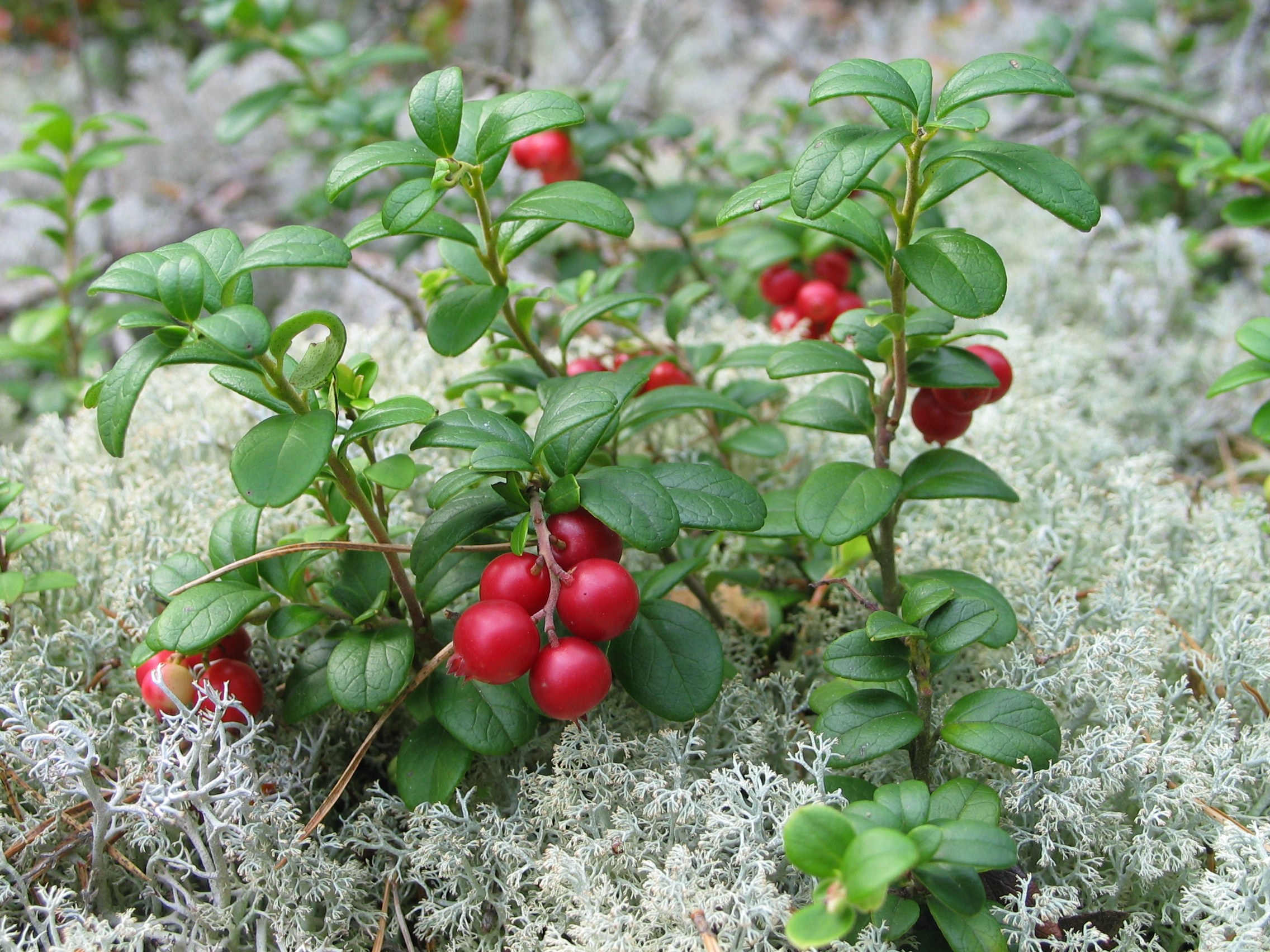
Брусника, один из символов клана Дэвидсон. Другой символ — Самшит

Центром и резиденцией вождей клана Дэвидсон был замок Туллох (шотл. — Tulloch). Замок был перестроен в XVIII веке, но затем обветшал и превратился в руины. Отреставрировал его шотландский архитектор Роберт Лоример (шотл. — Robert Lorimer) в 1922 году. Замок был продан кланом Дэвидсон, но остался для клана символом их истории, традиций и славы. Сохранились как реликвии доспехи, которые носил один из Дэвидсонов в битве при Харлоу в 1411 году, где он был убит. Ассоциация клана Дэвидсон была создана в 1909 году.

### Вожди клана Дэвидсон
В 1917 году скончался Дункан VI Дэвидсон из Туллоха (1865—1917), вождь клана Дэвидсон, не оставив после себя детей. С 1917 по 1997 год должность вождя клана была вакантной. В 1997 году новым вождем клана был утвержден Дункан Эктор Дэвидсон из Дэвидсона (род. 1916), потомок Дункана IV Дэвидсона, вождя клана Дэвидсон (1800—1881), проживавший в Новой Зеландии. С 1998 года новым вождем клана Дэвидсон являлся Алистер Гатри Дэвидсон из Дэвидсона (1924—2014), другой потомок Дункана IV Дэвидсона, также проживавший в Новой Зеландии. Ему наследовал его старший сын, Грант Гатри Дэвидсон из Дэвидсона (род. 1956).

## Септы
Септы: Davey, Davie, Davis, Davison, Davisson, Daw, Dawson, Day, Dea(s), Dean, Deane, Deason, Dee, Desson, Devette, Dewis, Dey, Dow, Dye, Kay, Keay, Key, Keys, MacAdie, MacDaid, MacDavid, MacDavitt, MacKay, Slora, Slorach.